# Allan McAulay
Charlotte Stewart (* 30. September 1863 in Cachar, Assam, Britisch-Indien; † 18. April 1918 in Crieff, Schottland) war eine britische Schriftstellerin, die unter dem Pseudonym Allan McAulay schrieb.

## Leben
Stewart wurde 1863 als Tochter des Colonels Robert Stewart of Ardvordlich († 1882) und seiner Ehefrau Charlotte Joana, geb. Murray, in Cachar im indischen Assam geboren. Ihr Vater war dort als Angehöriger der britischen Armee stationiert und stammte aus ursprünglich aus Schottland, wo er sich auf eine Abstammung aus einer alt eingesessenen schottischen Familie berief. Sie war ein Einzelkind und wurde zuhause erzogen. Stewart blieb ihr Leben lang ledig und wohnte später mit ihrer Mutter zusammen in Schottland. Im Who’s Who von 1907 wird angegeben, dass sie zu diesem Zeitpunkt im Ardvordlich Cottage in Balquhidder lebte. Stewart starb im Frühjahr 1918 im Alter von 54 Jahren in Crieff.
Stewarts schriftstellerisches Werk besteht aus mindestens neun Romanen, die sie unter dem Pseudonym Allan McAulay verfasste. Troy J. Bassett gibt daneben auch Two als weiteres Pseudonym Stewarts an. Zwei von Stewarts Werken sind Kollaborationen mit Kate Douglas Wiggin und den Schwestern Mary und Jane Findlater. Der erste dieser Romane, An Affair at the Inn (1904), ist eine Komödie mit vier Hauptfiguren, deren Sichtweise von je einer der Autorinnen beschrieben wird. Der zweite dieser Romane, Robinetta (1911), handelt vom Besuch einer jungen Amerikanerin bei ihrer englischen Tante. Ihren ersten eigenen Roman veröffentlichte Stewart unter dem Titel The Hon. Stanbury and Others bereits im Jahr 1894. Unter ihren weiteren allein verfassten Werken ist mit Black Mary (1901) die Geschichte einer in Schottland geborenen westindischen Frau und mit Beggars and Sorners ein im Amsterdam des 18. Jahrhunderts spielender Liebesroman.

## Werke
Eigene Werke
- The Hon. Stanbury and Others. T. Fisher Unwin, London 1894.
- The Rhymer. T. Fisher Unwin, London 1900.
- Black Mary. T. Fisher Unwin, London 1901.
- Poor Sons of a Day. James Nisbet, London 1902.
- The Safety of the Honours. William Blackwood and Sons, London / Edinburgh 1906.
- The Eagle’s Nest. John Lane, London / New York 1910.
- Beggars and Sorners. John Lane, London 1912.

Kollaborationen
- mit Kate Douglas Wiggin, Mary Findlater und Jane Findlater: The Affair at the Inn. Gay and Bird, London 1904.
  - Was sich in dem Gasthaus begab. Engelhorn, Stuttgart 1910.
- mit Kate Douglas Wiggin, Mary Findlater und Jane Findlater: Robinetta. Houghton Mifflin, Boston / New York 1911.
  - Robinetta. Tauchnitz, Leipzig 1911.